# Arbasy
Arbasy (do 31.12.2012 Arbasy Duże) – wieś w Polsce położona w województwie podlaskim, w powiecie siemiatyckim, w gminie Drohiczyn. Leży na prawym brzegu Bugu. Wcześniej zwana Harbasowo lub Harbasy od rodziny Harbaszewskich, do których należała.
| SIMC    | Nazwa       | Rodzaj  |
| ------- | ----------- | ------- |
| 0027418 | Arbasy Małe | kolonia |

W latach 1975–1998 miejscowość administracyjnie należała do województwa białostockiego.
Wierni kościoła rzymskokatolickiego należą do parafii Świętych Apostołów Piotra i Pawła w Śledzianowie.
Zabytki
- barokowa kapliczka murowana, k. XVII, nr rej.:296 z 25.09.1966[9][10],
- młyn motorowy drewniany z 1909,
- drewniane budownictwo z końca XIX w. i początków XX w.